# Eucapnopsis stigmatica
Eucapnopsis stigmatica är en bäcksländeart som beskrevs av Okamoto 1922. Eucapnopsis stigmatica ingår i släktet Eucapnopsis och familjen småbäcksländor. Inga underarter finns listade i Catalogue of Life.